# Grgur XV.

Grgur XV., lat. Gregorius PP. XV.  (Bologna, 9. siječnja 1554. – Rim, 8. srpnja 1623.), rođen kao Alessandro Ludovisi, 234. poglavar Katoličke Crkve, papa od 9. veljače 1621. do smrti 1623. godine.

## Raniji život
Alessandro Ludovisi rodio se 9. ili 15. siječnja 1554. godine u Bologni u patricijskoj obitelji firentinskog podrijetla, čiji korijeni sežu u 12. stoljeće, kao treće dijete grofa Pompea Ludovisija i Camille, rođene Bianchini. Nakon osnovnog obrazovanja završava u Rimu na Collegio Romano filozofiju i teologiju, a potom na Sveučilištu u Bologni stječe doktorat iz crkvenog i građanskog prava. Godine 1575. vraća se u Rim, gdje je obavljao razne poslove u kuriji. Papa Pavao V. (1605. – 1621.) imenuje ga 12. ožujka 1612. godine nadbiskupom Bologne. Četiri godine kasnije, Pavao V. šalje ga kao izvanrednog nuncija u Savoju, kako bi posredovao između vojvode Karla Emanuela I. savojskog (1580. – 1630.) i španjolskog kralja Filipa III. (1598. – 1621.) u sporu oko Markizata Montferrata. Možda je i njegov uspjeh u tom sporu bio zaslužan da ga je Pavao V. 19. rujna 1616. godine imenovao kardinalom. 

## Izbor za papu
Nakon smrti pape Pavla V. pedeset jedan od sedamdeset kardinala okupilo se navečer 8. veljače 1621. u konknavi kako bi izabrali novog papu. Među kardinalima isticale su tri frakcije predvođene nećacima bivših papa (Borghese, Aldobrandini, Montalto). Najutjecajniji među njima, kardinal Scipione Caffarelli-Borghese (1576. – 1633.), nećak pape Pavla V., bio je uvjeren da će njegov kandidat osvojiti većinu već prvog dana konklave,  jer je imao već dvadeset četiri glasa. Sutradan ujutro, kardinal Borghese pokušao je aklamacijom izabrati kardinala Camporija, ali nije uspio, jer je došlo do svađe. Potom je većina glasova usmjerena na kardinala Roberta Bellarminea (1542. – 1621.), koji je to odlučno odbio zbog svoje poodmakle dobi. Ostatak dana najutjecajniji kardinali: Borghese, Orsini, Zapata, Capponi, d'Este i Medici proveli su u potrazi za kompromisnim kandidatom. Toga istog dana, oko 11 sati uvečer, napokon su se složili oko imena kardinala Alessandra Ludovisija iz Bologne, koji je, čini se, zbog svoje bolesti bio idealan kandidat za privremeni pontifikat. Kardinal Ludovisi izabran je za papu aklamacijom 9. veljače 1621. godine. On je prihvatio njihov izbor i uzeo si ime Grgur XV.

## Pontifikat
Iako star i boležljiv, papa Grgur XV. se odmah dao na posao. Svoga mladog i autoritativnog nećaka kardinala Ludovika Ludovisija (1595. – 1632.) postavio je za svoga pomoćnika. Kardinal Ludovisi energično i pedantno sudjelovao je u svim papinim poslovima. Obilna sredstva dobivena od strica, nije trošio na svoje potrebe, nego ih je koristio za gradnju crkava, galerija i dobrotvornih institucija. Grguru XV. prva briga je bila započeti reformu konklave, pa je bulom Aeterni Patris od 15. studenog 1621. godine uredio pravila za izbor novog pape. Papa je odredio da konklava mora biti zatvorena, da je za izbor pape potrebna dvotrećinska većina i da se glasovanje mora odvijati u najstrožoj tajnosti kako bi se izbjegla svaka zloporaba i pritisci. Drugi važan Grgurov pothvat je osnivanje Kongregacije za širenje Vjere, koju je proglasio bulom od 22. lipnja 1622. godine. Kongregacija je za zadatak imala širiti vjeru, i to ne samo na novootkrivene daleke zemlje, nego i na Europu, tako da ta kongregacija postaje središte protureformacije. U tu svrhu, Papa je utrošio velika sredstva u potporu caru Ferdinandu II. (1619. – 1637.) kako bi u Češku ponovno vratio katolicizam. Grgur XV. visoko je poštovao vjerske redove, posebno isusovce, koji su ga i odgojili. Svečano je 1622. godine kanonizirao Terezu Avilsku (1515. – 1585.), Ignacija Loyolu (1491. – 1556.), Filipa Neria (1515. – 1595.) i velikog misionara Franju Ksaverskog (1506. – 1552.).

## Papina smrt
Papa je duže bolovao od bubrežnih kamenaca, a potkraj života mučile su ga želučane tegobe i dijareja. Naposljetku, sredinom lipnja 1622. godine, papa je legao u krevet i više se nije ustajao. Umro je u Kvirinalskoj palači 8. srpnja 1622. godine i pokopan u isusovačkoj crkvi Svetog Ignacija u Rimu. Iako je na stolici svetog Petra bio samo dvadeset devet mjeseci, te unatoč svojoj bolesti, papa Grgur XV. je bio obljubljen zbog svog dobrog karaktera i života kakvog je vodio. Sve to potvrđuje i natpis na njegovom nadgrobnom spomeniku: „Svaki mjesec njegova pontifikata vrijedio pet godina“.